# Piptochaetium brachyspermum
Piptochaetium brachyspermum là một loài thực vật có hoa trong họ Hòa thảo. Loài này được (Speg.) Parodi miêu tả khoa học đầu tiên năm 1944.